# Labii vaginale
Labiile vaginale, sau buzele vaginale, (lat. labium pudendum, de la labium - „buză" + pudendum - „rușinos") reprezintă falduri tegumentare (pieloase) care formează vulva - organul extern al aparatului genital feminin. Unii savanți folosesc expresia, mai puțin răspândită, de buzele lui Venus, zeița romană a iubirii. La primate și om se poate distinge labia majora pudendi (buza mare vaginală) și labia minora pudendi (buza mică vaginală sau nimfe), pe când la celelalte mamifere diferențierea labiilor vaginale este diversă.

## Labiile mari
Labiile mari (lat. labia majora pudendi), labiile externe sau buzele vaginale mari, se află la exterior (marginea vulvei) și se continuă cu muntele lui Venus (mons pubis), fiind bogate în țesut adipos și acoperite de un tegument pigmentat, de o culoare mai închisă. La maturitate ele sunt acoperite de păr. Între ele se află o despicătură (rima pudendi), care este unită la extremitatea superioară și inferioară formând două comisuri, commissura labiorum anterior și commissura labiorum posterior.

## Labiile mici
Labiile mici (lat. labia minora pudendi), numite și labiile interne, buzele vaginale mici sau nimfe (nymphae), sunt delimitate de o parte și alta de vestibulul vaginal și se unesc în partea superioară, în regiunea glandului clitorisului, formând prepuțul clitoridian (deasupra) și frâul clitoridian (dedesubt). Buzele mici, în comparație cu buzele mari, sunt mai subțiri, n-au țesut adipos și numai pe marginile externe sunt intens pigmentate. La cele mai multe femei, buzele mici sunt slab dezvoltate, după dalele lui Robert L. Dickinson, la un număr de 2981 de femei, un procent de 87,7 % aveau buzele mici sub 2 cm lungime, pe când restul lungimea buzelor mici atingea 6 cm.

## Fiziologie

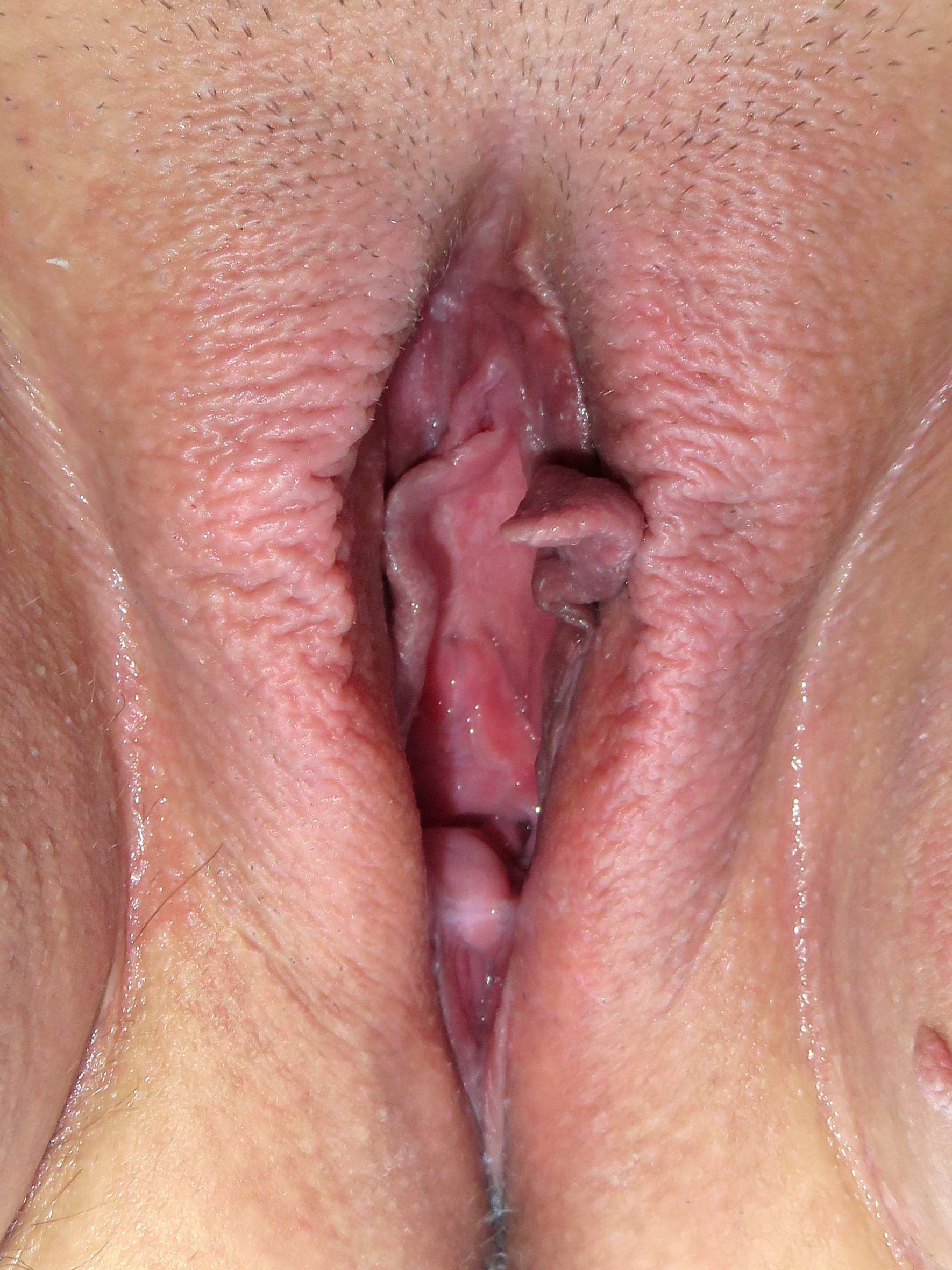
Aspectul extern al vulvei în timpul excitației

Labiile vaginale îndeplinesc funcția de protecție a orificiului vaginal, meatului urinar și glandului clitorisului.  
Labiile vaginale sunt una dintre zonele erogene ale femeii. În special, labiile mici sunt forte sensibili la stimulii sexuali, exprimând variabilitate între femei. Astfel, la unele femei, labiile sunt atât de sensibile încât o atingerea ușoară poate duce la excitație sexuală sau poate fi iritantă, în timp ce la altele nu prezintă nicio reacție. Labiile pot fi stimulate în timpul masturbării, sexului oral (cunilingus), întinderii lor de către partener etc. Stimularea labiilor mici este transmisă clitorisului, prin intermediul ramificărilor anterioare formate în jurul glandului clitoridian.
În timpul excitării sexuale, labiile mari se umflă datorită fluxului crescut de sânge în regiunea pelviană și se încrețesc, deschizând ușor fanta vulvară. Labiile mici, la fel, se umplu cu sânge, determinând mărirea acestora de 2-3 ori, intensificându-și colorația în nuanțe mai închise, spre roșu - violet. Dilatarea labiilor vaginale expune vizibilității orificiul vaginal. În unele cazuri, datorită extinderii rețelei vasculare în timpul gestației și nașterii, labiile vaginale ale femeilor care au născut se dilată și se pigmentează, relativ, mai rapid. De asemenea, la femeile care născuseră semnele de excitație pot fi mai evidențiate. În general, cu cât excitația este mai puternică, cu atât modificările labiilor sunt mai accentuate. Stimularea continuă a labiilor și a clitorisului poate culmina cu orgasm.
Contracțiile orgasmice contribuie la eliberarea sângelui reținut în vasele sangvine ale labiile vaginale, clitorisului și ale vulvei, însoțite de senzații plăcute.
După orgasm, sau când femeia nu mai e excitată sexual, labiile revine treptat la starea lor anterioară. Labiile mici își recapătă nuanța inițială în decurs de până la 2 minute, iar umflarea se pierde în aproximativ 5-10 minute. Labiile mari revin la aspectul obișnuit în aproximativ 1 oră după orgasm.